# پالام، دیر بالا
پالام (به انگلیسی: Palam) یک منطقهٔ مسکونی در پاکستان است که در خیبر پختونخوا واقع شده‌است.